# Holmes & Watson
Holmes & Watson ist eine US-amerikanische Filmkomödie von 2018 um Sherlock Holmes und Dr. Watson.

## Handlung
Sherlock Holmes ist ein vielumjubelter Meisterdetektiv. Als bei seiner Geburtstagsfeier im Palast der britischen Königin eine Leiche in der Geburtstagstorte auftaucht mitsamt einer Todesdrohung gegen die Königin, wird er von jener persönlich mit der Aufdeckung des Falles beauftragt. Nachdem er an verschiedenen Orten ermittelt hat, kann er nur Handlanger feststellen. Er verdächtigt schließlich seinen eigenen Kollegen Dr. Watson, da dieser selbst mit Holmes an allen Tatorten auftauchte. Doch anhand nur kleiner Hinweise kann Holmes die wahre Täterin aufdecken: seine Haushälterin Martha Hudson. Er kann Watson befreien und dieser rettet die Königin vor der Bombe, die bei ihrer Party in der Titanic platziert war. Schließlich wird Dr. Watson zum Co-Detektiv ernannt.

## Kritik
Der Film war an den Kinokassen ein Flop und fiel auch bei den Kritikern durch, außerdem gewann er bei der Verleihung der Goldenen Himbeere 2019 vier Preise: schlechtester Film, schlechtester Nebendarsteller, schlechteste Neuverfilmung und schlechteste Regie.

„Fazit: Ein Film, wie ein in der ersten Minute totgerittener, überlanger Sketch – ‚Holmes & Watson‘ ist eine erschütternd unlustige Komödie, die dem Mythos Sherlock Holmes nicht in einer einzigen Szene gerecht wird.“

„Privatdetektiv Sherlock Holmes und sein Assistent Watson verzetteln sich [...] in einem Sammelsurium überwiegend degoutanter Slapstick-Gags. Ein billig zusammengezimmertes, niveauloses Spektakel, in dem die Schauspieler als Protagonisten einer vermeintlichen Parodie auf Roman- und Filmklischees des überstrapazierten Genres missbraucht werden. Satirische Anspielungen auf die Gegenwart und der späte Umschlag in ein Musical können den Film nicht retten.“